# Hilfsgemeinschaft auf Gegenseitigkeit der Angehörigen der ehemaligen Waffen-SS

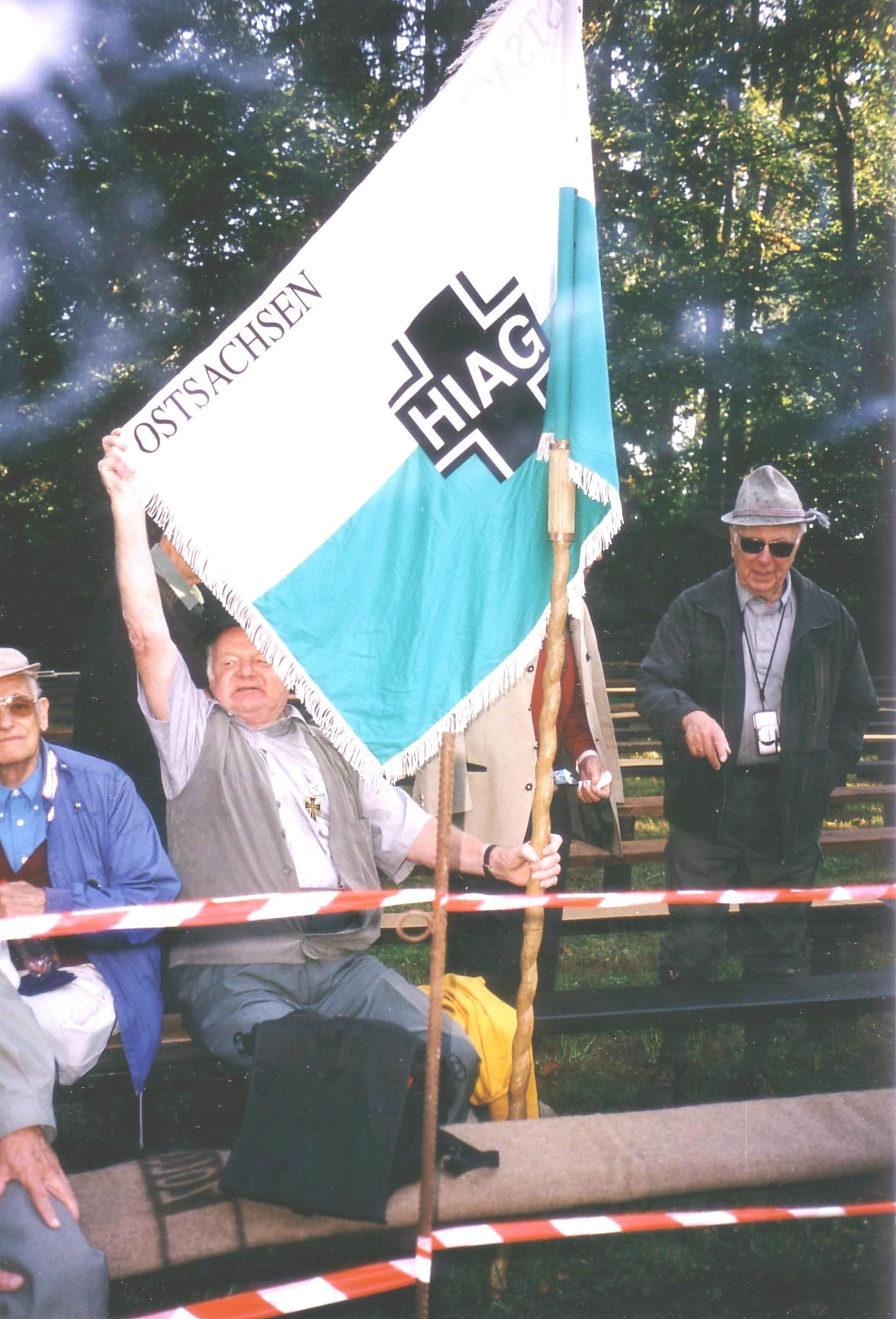
Traditionsträger „HIAG Ostsachsen“ im Rahmen des Ulrichsbergtreffens am Ulrichsberg 2003

Die Hilfsgemeinschaft auf Gegenseitigkeit der Angehörigen der ehemaligen Waffen-SS e. V. (HIAG) wurde 1951 als „Traditionsverband“ in der Bundesrepublik Deutschland  gegründet. Die Gründer, Funktionäre und Redner waren verschiedene Offiziere der Waffen-SS. Der Bundesverband löste sich 1992 auf, regionale Organisationen existieren aber vereinzelt weiter. Die HIAG wurde zeitweilig als rechtsextremistisch vom Verfassungsschutz beobachtet und war bei der Bevölkerung und in den Medien ab den 1960er Jahren zunehmend umstritten. Eines der erklärten Ziele der HIAG war die Änderung der gesellschaftlichen und juristischen Wahrnehmung der Angehörigen der Waffen-SS hin zu normalen Soldaten.

## Verein

### Organisation und Geschichte
Der ehemalige SS-Brigadeführer und Generalmajor der Waffen-SS Otto Kumm gilt als Gründer der HIAG.
Die HIAG war zunächst dezentral organisiert, doch wurde diese Struktur noch in den 1950er Jahren aufgehoben. Das Ziel der „Hilfsgemeinschaft“ war die rechtliche Gleichstellung der ehemaligen Angehörigen der Waffen-SS mit den Soldaten der Wehrmacht und die Rehabilitierung der Waffen-SS. Die Vereinigung war tragendes Mitglied im Verband deutscher Soldaten und übte einen großen Einfluss im Netzwerk der Soldaten- und Traditionsverbände aus.
Ab November 1951 erschien der Wiking-Ruf als Sprachrohr der HIAG. Er wurde 1956 von der ebenfalls monatlich erscheinenden Zeitschrift Der Freiwillige abgelöst. Sie erschien in einer Höchstauflage von 12.000 Exemplaren, 1992 waren es noch 8.000. Der Herausgeber war Erich Kern. Die Zeitschrift erschien bis 2014 im Munin-Verlag. Hauptinhalte dieser Publikation waren die Darstellung der Waffen-SS als normale kämpfende Truppe und Militärnostalgie; daneben fanden sich auch geschichtsrevisionistische Artikel, die nicht allein die Geschichte der Waffen-SS betreffen.
Die HIAG hatte von ihrer Gründung bis in die 1970er Jahre nicht nur erheblichen Einfluss im Netzwerk der Soldaten- und Traditionsverbände, sondern pflegte auch intensive Kontakte zu den im Deutschen Bundestag vertretenen Parteien. Als Rechtsberater und Verhandlungsführer der HIAG fungierte unter anderem der hochrangige baden-württembergische Jurist Helmut Fuchs. Ziel war die Gleichberechtigung mit den Soldaten der Wehrmacht. Die HIAG erreichte so für die ehemaligen Angehörigen der Waffen-SS deren „Rehabilitierung“ und uneingeschränkte Rentenversorgung, während die Parteien im Gegenzug hofften, durch solche Zugeständnisse die Mitglieder und Anhänger der HIAG in die demokratische Gesellschaft zu integrieren und ihre Wählerstimmen zu gewinnen. Erst in den 1980er Jahren kam es zur Distanzierung: CDU-Bundestagsabgeordnete beendeten ihre Mitarbeit; die SPD beschloss die Unvereinbarkeit, da die HIAG „dazu beiträgt, nationalsozialistisches Gedankengut zu vertreten bzw. zu verharmlosen“.
Bei der Auflösung des HIAG-Bundesdachverbandes 1992 waren diesem zwölf Landesverbände, zwölf Truppen- und zahlreiche Kreiskameradschaften angegliedert. Dem letzten Bundesvorstand gehörten 1992 Hubert Meyer, August Hoffmann und Johann Felde an. Bis zu dieser Zeit war die Bundesführung „Beobachtungsobjekt“ des Bundesamtes für Verfassungsschutz, und es wurden gezielt Informationen im Sinne der §§ 3, 4 des Bundesverfassungsschutzgesetzes gesammelt und ausgewertet. 2015 gelangte das Schriftgut der HIAG ins Bundesarchiv, das Archiv nennt als Datum der endgültigen Auflösung den 31. Dezember 1994.
Einige Landesverbände und regionale Kameradschaften der HIAG sowie die 1993 gegründete „Kriegsgräberstiftung ‚Wenn alle Brüder schweigen‘“ mit Sitz in Stuttgart werden weitergeführt. Die Aufgabe der Stiftung ist nach eigenem Bekunden in erster Linie, „Soldatengräber im In- und Ausland – besonders unserer Truppe – zu suchen, zu sichern und die Grabanlagen dem Volksbund Deutsche Kriegsgräberfürsorge mitzuteilen“.
In einer Besprechung des 2011 erschienenen Buchs Die „Hilfsgemeinschaft auf Gegenseitigkeit“ (HIAG) 1950–1990. Veteranen der Waffen-SS in der Bundesrepublik von Karsten Wilke heißt es auf Literaturkritik.de: „Im Gegensatz zu den Bemühungen des Bundesvorstandes um einen demokratischen Anschein sind die Binnenstruktur und insbesondere die Akteure an der Basis deutlich nationalsozialistisch geprägt gewesen, wo „antidemokratische, rassistische und antisemitische Positionen“ die Regel waren.“

### Abgrenzungen gegen Kriegsverbrechen
Die Abgrenzung und Zurückweisung des Vorwurfs von Kriegsverbrechen ist ein durchgehendes Thema der HIAG. Schon der Vereinsname ist eine Positionierung gegen die Allgemeine SS, der in der Praxis nicht durchgehalten wurde. Obwohl der Vereinsname sich auf die „ehemaligen Angehörigen der Waffen-SS“ bezieht und damit die HIAG als militärischen Veteranenverein positioniert, waren in ihr auch Mitglieder der Totenkopfverbände oder des SD organisiert. Eine Ursache hierfür ist sicher die relative Durchlässigkeit der einzelnen SS-Teile. So war etwa Theodor Eicke zunächst als Kommandant des KZ Dachau und als Inspekteur der Konzentrationslager maßgeblich am Aufbau der deutschen Konzentrationslager beteiligt. Später war er Kommandeur der SS-Division Totenkopf, die aus den Wachverbänden der Konzentrationslager entstanden war. Ein Traditionstreffen der SS-Division Totenkopf mit der HIAG fand etwa 1979 statt.

### Umgang mit Kriegsverbrechern
Kurt Meyer, der 1959 der Sprecher der HIAG wurde, wehrte Kritik, dass die HIAG auch die SS-Totenkopfverbände und den SD vertrete, ab: „Wo das Verbrechen anfängt, hört die Kameradschaft auf.“ Gegen diese Selbstdarstellung spricht, dass Meyer selbst wegen der Ermordung kanadischer Kriegsgefangener als Kriegsverbrecher verurteilt worden war. Auch andere Funktionäre der HIAG, wie etwa Otto Kumm, Sepp Dietrich oder Richard Schulze-Kossens, waren an Kriegsverbrechen beteiligt und zum Teil rechtskräftig verurteilt worden.
Die HIAG schloss keinen Truppenführer der Waffen-SS wegen begangener Kriegsverbrechen oder anderer Verbrechen aus der Kameradschaft aus. Im April 1975 feierte die HIAG den 80. Geburtstag des SS-Generals Gustav Lombard, der die Bezeichnung „Entjudung“ für die von ihm organisierte Ermordung der jüdischen Bevölkerung in den deutschbesetzten Gebieten Osteuropas geprägt hatte.
Die HIAG setzte sich für inhaftierte Kriegsverbrecher ein. Beispielsweise 1960 bat sie in einer Anzeige in Der Freiwillige um Spenden, Päckchen und Post für drei „Kriegsgefangene in Italien“. Dabei handelte es sich um die beiden SS-Sturmbannführer und verurteilten Kriegsverbrecher Walter Reder und Herbert Kappler sowie um Josef Feuchtinger, gegen den als Täter des Massakers von Bassano del Grappa ermittelt wurde.
Die HIAG war neben der Ordensgemeinschaft der Ritterkreuzträger als Teil der „Kriegsverbrecherlobby“ (Westemeier) maßgeblich an der Konstruktion des „Peiper-Mythos“ beteiligt. Joachim Peiper sei ein hervorragender Offizier und untadliger Mensch gewesen. „Alte Kameraden“ in der HIAG wie Kurt Meyer und Rudolf Lehmann konstruierten die Geschichte des „letzten Gefallenen der Leibstandarte“, dabei wurden die von Peiper beim Malmedy-Massaker zu verantwortenden Kriegsverbrechen negiert. Zentrales Beweismittel der HIAG waren Zitate aus Paul Haussers Buch „Waffen-SS im Einsatz“. Eine besondere Verehrung hatte Peiper im Nationalsozialismus nicht erfahren, der „Peiper-Mythos“ beruht auf dieser Nachkriegsarbeit.
Die HIAG übernahm auch die Betreuung von inhaftierten und verurteilten SS-Männern, die in KZ gedient hatten, etwa für Walter Haassengier und Herbert Hartung, die verantwortlich für den Tod von Häftlingen im KZ Gusen II waren, oder Johann Haider und Michael Heller, die für Quälereien und Morde im KZ Mauthausen verurteilt worden waren.